# Closter

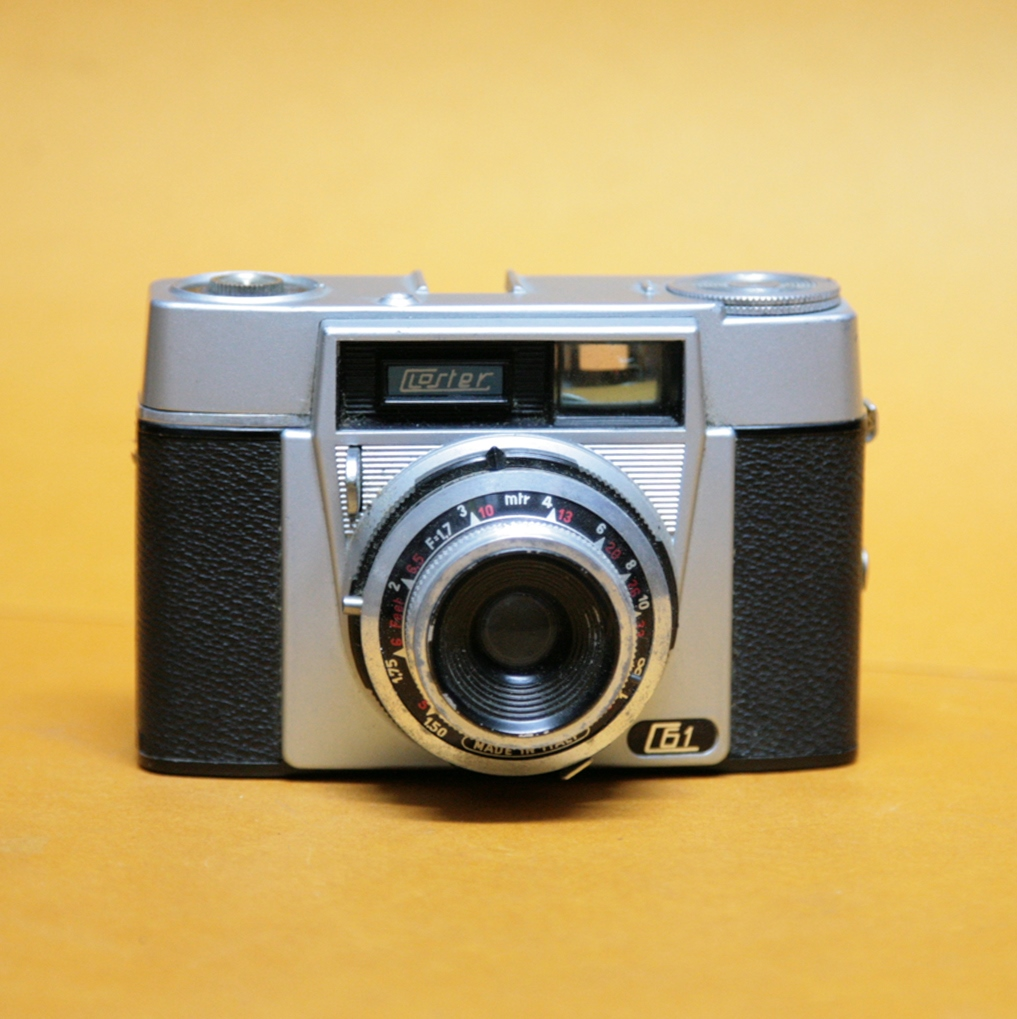
Closter 61 princess 35 mm a telemetro

La Closter o Closter (Costruzioni Fotografiche S.r.L.) è stata una azienda di macchine fotografiche nata a Roma nel 1949, essa poi si trasferisce agli inizi degli anni sessanta, a Milano diventando Nuova Closter.

## Produzione
I modelli prodotti negli anni ebbero un certo successo per la qualità degli stessi, anche se non avevano novità rispetto alla produzione tedesca cui si ispiravano; erano concorrenti delle Bencini e Ferrania.
- Closter I
- Closter II 1950
- Closter IIA 1952
- Princess 1952 a telemetro
- Princess Junior 1952 a telemetro
- Closter IIb 1953
- Princess S 1957 e la Sport con rullino 135
- Princess 2 e Princess Record 1959 con rullino 135
- Closter Olimpic formato 127
- Closter Standard formato 127

Negli anni 60 seguirono i modelli:
- C60
- C61
- C62
- C63

Prodotta dalla nuova Closter a Milano:
- Optische Werk Lambron
- Sprint
- Derby
- Standard III

La Closter produsse anche apparecchi per altri marchi, tra questi gli apparecchi marcati Antopas.